# G.W. Bailey
George William „G.W.” Bailey (ur. 27 sierpnia 1944 w Port Arthur) – amerykański aktor filmowy, teatralny i telewizyjny.

## Życiorys
Urodził się i dorastał w Port Arthur w stanie Teksas. Uczęszczał do Thomas Jefferson High School z Janis Joplin. Uczył się w college'u przy Lamar University w Beaumont i Texas Tech University w Lubbock.
W latach 70. był członkiem Actors Theatre of Louisville z przyszłymi członkami rodziny Michaelem Grossem. W 1975 roku przeniósł się do Kalifornii, gdzie zadebiutował w telewizyjnym filmie sensacyjnym NBC The Runaway Barge u buku Nicka Nolte, Bo Hopkinsa i Tima Mathesona. Pojawiał się gościnnie w serialach telewizyjnych Aniołki Charliego (1976) i Starsky i Hutch (1976, 1978). Znalazł się w obsadzie filmu akcji Jednoosobowy oddział (A Force of One, 1979) z Chuckiem Norrisem i Jennifer O’Neill.
Największą popularność zyskał dzięki roli kapitana Harrisa w słynnej komediowej serii Akademia Policyjna (1984–1994; wystąpił w 5 z 7 części serii). W latach 1979–1983 grał w sitcomie CBS M*A*S*H. Wystąpił w komedii romantycznej Manekin (1987) jako kapitan Felix Maxwell i jednym z najwcześniejszych teledysków Richarda Marxa „Do not Mean Nothing” (1988).
Od początku lat 90. występuje głównie w produkcjach telewizyjnych, w tym jako detektyw porucznik Louie Provenza w serialu kryminalnym TNT Podkomisarz Brenda Johnson. Duże uznanie zdobył rolami w filmach biblijnych z końca lat 90: Salomon, Jezus, Paweł z Tarsu.
Białaczka chrześnicy zainspirowała go do rozpoczęcia pracy z fundacją Sunshine Kids Foundation; był wolontariuszem w latach 1986–2001, a następnie został mianowany dyrektorem wykonawczym.
2 kwietnia 1966 ożenił się z Eleanor June Goosby, lecz w roku 1999 doszło do rozwodu.

## Wybrana filmografia
- M*A*S*H (1972–1983; serial telewizyjny) jako sierżant Luther Rizzo
- Jednoosobowy oddział (1979) jako Ervin
- Ucieczka (1984) jako szef policji
- Akademia Policyjna (1984) jako porucznik Harris
- Sygnał ostrzegawczy (1985) jako Tom Schmidt
- Ballada o koniokradzie (1985) jako Peter
- Krótkie spięcie (1986) jako Skroeder
- Manekin (1987) jako kpt. Felix Maxwell
- Włamywaczka (1987) jako Ray Kirschman
- Akademia Policyjna 4: Patrol obywatelski (1987) jako kapitan Harris
- Akademia Policyjna 5: Misja w Miami Beach (1988) jako kapitan Harris
- Akademia Policyjna 6: Operacja Chaos (1989) jako kapitan Harris
- Wszystko, co najlepsze/Szczęśliwe wydarzenie (Fine Things, TV, 1990) jako Grossman
- Umrzeć przed świtem (1993) jako Masterson
- Akademia Policyjna 7: Misja w Moskwie (1994) jako kapitan Harris
- Oblężenie Ruby Ridge (1996) jako Ralph Coulter
- Salomon (1997) jako Azarel
- Jezus (1999) jako Liwiusz
- Święty Paweł (2000) jako Barnaba
- Epicentrum (2002) jako gen. Timothy Moore
- Rogate ranczo (2004) - pies Rusty (głos)
- Podkomisarz Brenda Johnson (2005–2012; serial telewizyjny) jako porucznik detektyw Louie Provenza
- Mroczne zagadki Los Angeles (2012–2018) jako porucznik detektyw Louie Provenza